# Network Q RAC Rally Championship
Network Q RAC Rally Championship (renombrado en Alemania como Rallie Racing '97 y en Norteamérica como Rally Championship (1997)) es un videojuegos de rallys de la serie Rally Championship lanzado para MS-DOS y Windows en 1996. Está basado principalmente en el Rally de Gales del año 1995.

## Coches
Incluye 6 coches entre ellos:
Grupo A
- Categoría A8 Subaru Impreza Turbo
- Categoría A8 Ford Escort RS Cosworth
- Categoría A7 Renault Maxi Megane
- Categoría A7 VW Golf GTi 16v
- Categoría A6 Škoda Felicia

Grupo N
- Categoría N4 Proton Wira

## Tramos
| Incluye 28 tramos: - SS1 Tatton Park - SS2 Chatsworth - SS3 Clumber Park - SS4 Super Special Donnington 1 - SS5 Super Special Donnington 2 - SS6 Rother Valley - SS7 Leeds - SS8 Durham County - SS9 Pundershaw - SS10 Bromylin - SS11 Wauchope - SS12 Kershope - SS13 Grizedale West - SS14 Grisedale East | - SS15 Dyfnant - SS16 Hafren Sweetlamb - SS17 Bechfa - SS18 Trawscoed - SS19 Crychan - SS20 Cefn - SS21 Sweetlamb Hafren - SS22 Pantperthog - SS23 Dyfi - SS24 Gartheiniog - SS25 Penmachno South - SS26 Penmachno North - SS27 Clocaenog West - SS28 Clocaenog East |

## Modos de Juego
Incluye 4 modos de juego:
- Campeonato

| - - SS1 Tatton Park - SS2 Chatsworth - Servicio A - SS3 Clumber Park - SS4 Super Special Donnington 1 - SS5 Super Special Donnington 2 - Servicio B - SS6 Rother Valley - SS7 Leeds - Servicio C - SS8 Durham County - Servicio D - SS9 Pundershaw - Servicio E - SS10 Bromylin - SS11 Wauchope - Servicio F - SS12 Kershope - Servicio G - SS13 Grizedale West - SS14 Grisedale East - Servicio H | - - SS15 Dyfnant - SS16 Hafren Sweetlamb - Servicio I - SS17 Bechfa - Servicio J - SS18 Trawscoed - Servicio K - SS19 Crychan - SS20 Cefn - Servicio J - SS21 Sweetlamb Hafren - Servicio M - SS22 Pantperthog - SS23 Dyfi - SS24 Gartheiniog - Servicio N - SS25 Penmachno South - SS26 Penmachno North - Servicio O - SS27 Clocaenog West - SS28 Clocaenog East |

- Arcade (5 Niveles de Dificultad)

| - - Level 1 - Tatton Park - Super Special Donnington 1 - Wauchope - Level 2 - Rother Valley - Super Special Donnington 2 - Dyfnant - Leeds - Level 3 - Grisedale East - Clumber Park - Kershope - Penmachno North - Durham County | - - Level 4 - Crychan - Penmachno South - Chatsworth - Gartheiniog - Clocaenog East - Pundershaw - Bromylin - Level 5 - Hafren Sweetlamb - Clocaenog West - Dyfi - Bechfa - Trawscoed - Pantperthog - Cefn - Sweetlamb Hafren - Grizedale West |

- Prueba Cronometrada
- Individual

## Pack de Expansión
En 1997 salió The X-Miles Add-on. Incluye 10 nuevos tramos y un nuevo arcade con los nuevos tramos.
| - SS29 X-Miles I Track - SS30 X-Miles II Track - SS31 X-Miles III Track - SS32 X-Miles IV Track - SS33 X-Miles V Track | - SS34 X-Miles VI Track - SS35 X-Miles VII Track - SS36 X-Miles VIII Track - SS37 X-Miles IX Track - SS38 X-Miles X Track |

- Arcade X-Milles (Expansion Pack)

| - - - X-Miles IV Track - X-Miles X Track - X-Miles IX Track - X-Miles VIII Track - X-Miles VI Track | - - - X-Miles III Track - X-Miles V Track - X-Miles VII Track - X-Miles I Track - X-Miles II Track |

## Música
- 1ºInto the Red
- 2ºFour on the Floor
- 3ºStrap Yourself In
- 4ºOn the Loose
- 5ºMiami Sunset
- 6ºOverdrive

- Datos: Q5228938